# Mérou oualioua
Epinephelus adscensionis
Espèce
Statut de conservation UICN

 LC  : Préoccupation mineure
Le mérou oualioua (Epinephelus adscensionis) est une espèce de poissons de la famille des Serranidés.
On peut le trouver aux USA, Bermudes, Brésil entre autres. Sa zone de vie se situe en général dans les filons rocheux (entre 1 et 120 m), et il se nourrit principalement de crabes, ne dédaignant pas le poisson. Il ne fait pas partie des espèces protégées.
Il est très pêché, y compris pour la pêche sportive.